# وستویل (اکلاهما)
وستویل(به انگلیسی: Westville) شهری در ایالت اکلاهما کشور ایالات متحده آمریکا است که جمعیت آن در سرشماری سال ۲۰۱۰ میلادی، ۱٬۶۳۹ نفر بوده‌است.